# Alojz Deželak
Alojz Deželak, slovenski gospodarstvenik, * 6. marec 1942, Trbovlje, † 18. september 2005, Ljubljana.
Diplomiral je na ljubljanski Ekonomski fakulteti (1964). Zaposlen je bil v raznih podjetjih v Trbovljah, nato je bil pomočnik predsednika Republiškega komiteja za tržišče in predsednik uprave nekdanjega SOZD-a HP (Hrana-pijača) v Ljubljani; od 1982 pa generalni direktor tovarne prehrambenih izdelkov Kolinska v Ljubljani in kasneje predsednik uprave. Podpiral je združitev Droge in Kolinske. 